# Britta Kellermann
Britta Kellermann (* 7. März 1979 in Vechta) ist eine deutsche Politikerin (Bündnis 90/Die Grünen). Seit 2022 ist sie Abgeordnete des Niedersächsischen Landtags.

## Leben
Kellermann legte 1998 das Abitur an der Liebfrauenschule Vechta ab. Von 1998 bis 1999 absolvierte sie ein Freiwilliges soziales Jahr in einer Einrichtung für behinderte Menschen. Anschließend studierte sie Soziale Arbeit an der Hochschule Hannover. Sie schloss das Studium 2003 mit dem Diplom ab. 2004 erhielt sie die staatliche Anerkennung für Sozialarbeiter. Ab 2004 war sie in verschiedenen Arbeitsfeldern wie Sozialpsychiatrie, Klinische Rehabilitation, Öffentliche und Freie Jugendhilfe tätig. 2007 erwarb sie nebenberuflich den Abschluss als zertifizierte Theaterpädagogin. Von 2012 bis 2016 war sie Dienststellenleiterin im Jugendamt der Stadt Hannover. Von 2017 bis zu ihrem Einzug in den Landtag 2022 leitete sie den Geschäftsbereich Jugend- und Familienhilfe beim Caritasverband für die Stadt Hildesheim und den Landkreis Hildesheim.
Kellermann ist verheiratet und lebt im Salzhemmendorfer Ortsteil Lauenstein.

## Politik
Kellermann ist seit 2011 Mitglied von Bündnis 90/Die Grünen. Von 2011 bis 2018 war sie Mitglied des Kreistags des Landkreises Hameln-Pyrmont. Seit 2018 ist sie Vorsitzende des Kreisverbands Hameln-Pyrmont der Grünen. Sie 2021 ist Mitglied des Gemeinderats von Salzhemmendorf und des Ortsrats von Lauenstein.
Bei der Landtagswahl in Niedersachsen 2022 kandidierte Kellermann im Landtagswahlkreis Bad Pyrmont und auf Platz 27 der Landesliste der Grünen, verfehlte jedoch zunächst den Einzug in den Landtag. Nach der Bildung des Kabinetts Weil III und dem Mandatsverzicht dreier grüner Minister rückte sie am 30. November 2022 über die Landesliste in den Landtag nach.